# Roy Head
Roy Head, né le 9 janvier 1941 à Three Rivers au Texas et mort le 21 septembre 2020 à Porter dans le même État, est un chanteur américain principalement connu pour son titre à succès Treat Her Right, sorti en 1965.